# ایگا میتسوسوئه
ایگا میتسوسوئه (伊賀光季؛ تولد نامشخص – ۱۵ مهٔ ۱۲۲۱) یک گوکه‌نین در نیمه نخست شوگون‌سالاری کاماکورا و یک مقام ارشد (کیوتوشوگو) منصوب شده از طرف شوگون‌سالاری کاماکورا در کیوتو در ژاپن بود. در سال ۱۲۲۱ وی به دعوت امپراتور گو توبا جهت پیوستن به وی و برانداختن شوگون سالاری کاماکورا جواب منفی داد و حاضر نشد به وی ملحق شود. در روز ۱۵ از ماه پنجم (گاهشماری ژاپنی) از سال ۱۲۲۱ میلادی، منزل وی مورد حمله سپاه امپراتور قرار گرفت و میتسوسوئه به همراه پسرش مجبور به خودکشی شدند. حمله به منزل وی و مرگ وی یکی از عوامل شروع شورش جوکیو و شروع درگیری بین خاندان امپراتوری ژاپن و شوگون‌سالاری کاماکورا بوده‌است.